# Anua rectificata
Anua rectificata är en fjärilsart som beskrevs av Emilio Berio 1941. Anua rectificata ingår i släktet Anua och familjen nattflyn. Inga underarter finns listade i Catalogue of Life.